# David McGoldrick
David James McGoldrick (sinh 29 tháng 11 năm 1987) là cầu thủ bóng đá người Ireland gốc Anh đang thi đấu tại League One cho câu lạc bộ Derby County ở vị trí tiền đạo.
David bắt đầu sự nghiệp bóng đá chuyên nghiệp tại Notts County năm 2004 trước khi anh gia nhập Southampton cũng trong năm 2004. Anh đã gắn bó với "The Saints" 5 năm. Năm 2005, anh trở về Notts County dưới dạng cho mượn.Anh tiếp tục được cho mượn đến hai đội Bournemouth và Port Vale trong năm 2007. Anh được Nottingham Forest mua về với giá 1 triệu bảng. Tháng Chín, 2011, anh gia nhập Sheffield Wednesday dưới dạng cho mượn và được Coventry City mượn vào tháng 8 năm 2012. Sau đó anh lại một lần nữa được Ipswich Town mượn vào tháng 7 năm 2013 trước khi được đội bóng này mua anh về.

## Thống kê sự nghiệp

### Câu lạc bộ
Tính đến 3 tháng 10 năm 2020.
| Câu lạc bộ                 | Mùa giải            | Hạng                | Giải đấu | Giải đấu | FA Cup | FA Cup | EFL Cup | EFL Cup | Khác | Khác | Tổng cộng | Tổng cộng |
| Câu lạc bộ                 | Mùa giải            | Hạng                | Trận     | Bàn      | Trận   | Bàn    | Trận    | Bàn     | Trận | Bàn  | Trận      | Bàn       |
| -------------------------- | ------------------- | ------------------- | -------- | -------- | ------ | ------ | ------- | ------- | ---- | ---- | --------- | --------- |
| Notts County               | 2003–04             | Second Division     | 4        | 0        | 0      | 0      | 0       | 0       | 0    | 0    | 4         | 0         |
| Notts County (mượn)        | 2005–06             | League Two          | 6        | 0        | 0      | 0      | 0       | 0       | 1    | 0    | 7         | 0         |
| Bournemouth (mượn)         | 2006–07             | League One          | 12       | 6        | 0      | 0      | 0       | 0       | 0    | 0    | 12        | 6         |
| Port Vale (mượn)           | 2007–08             | League One          | 17       | 2        | 0      | 0      | 0       | 0       | 1    | 0    | 18        | 2         |
| Southampton                | 2004–05             | Premier League      | 0        | 0        | 0      | 0      | 0       | 0       | 0    | 0    | 0         | 0         |
| Southampton                | 2005–06             | Championship        | 1        | 0        | 0      | 0      | 1       | 0       | 0    | 0    | 2         | 0         |
| Southampton                | 2006–07             | Championship        | 9        | 0        | 2      | 0      | 1       | 1       | 0    | 0    | 12        | 1         |
| Southampton                | 2007–08             | Championship        | 8        | 0        | 2      | 0      | 1       | 0       | 0    | 0    | 11        | 0         |
| Southampton                | 2008–09             | Championship        | 46       | 12       | 1      | 0      | 3       | 2       | 0    | 0    | 50        | 14        |
| Southampton                | Tổng cộng           | Tổng cộng           | 64       | 12       | 5      | 0      | 6       | 3       | 0    | 0    | 75        | 15        |
| Sheffield Wednesday (mượn) | 2011–12             | League One          | 4        | 1        | 0      | 0      | 0       | 0       | 0    | 0    | 4         | 1         |
| Coventry City (mượn)       | 2012–13             | League One          | 22       | 16       | 0      | 0      | 0       | 0       | 3    | 1    | 25        | 17        |
| Nottingham Forest          | 2009–10             | Championship        | 33       | 3        | 1      | 0      | 2       | 0       | 2    | 0    | 38        | 3         |
| Nottingham Forest          | 2010–11             | Championship        | 21       | 5        | 2      | 1      | 0       | 0       | 1    | 0    | 24        | 6         |
| Nottingham Forest          | 2011–12             | Championship        | 9        | 0        | 1      | 0      | 0       | 0       | 4    | 0    | 14        | 0         |
| Nottingham Forest          | 2012–13             | Championship        | 0        | 0        | 0      | 0      | 1       | 0       | 0    | 0    | 1         | 0         |
| Nottingham Forest          | Tổng cộng           | Tổng cộng           | 63       | 8        | 4      | 1      | 3       | 0       | 7    | 0    | 77        | 9         |
| Ipswich Town               | 2012–13             | Championship        | 13       | 4        | 1      | 0      | 0       | 0       | 0    | 0    | 14        | 4         |
| Ipswich Town               | 2013–14             | Championship        | 31       | 14       | 2      | 2      | 1       | 0       | 0    | 0    | 34        | 16        |
| Ipswich Town               | 2014–15             | Championship        | 26       | 7        | 2      | 0      | 0       | 0       | 1    | 0    | 29        | 7         |
| Ipswich Town               | 2015–16             | Championship        | 24       | 4        | 0      | 0      | 3       | 1       | 0    | 0    | 27        | 5         |
| Ipswich Town               | 2016–17             | Championship        | 30       | 5        | 0      | 0      | 1       | 0       | 0    | 0    | 31        | 5         |
| Ipswich Town               | 2017–18             | Championship        | 22       | 6        | 1      | 0      | 1       | 2       | 0    | 0    | 24        | 8         |
| Ipswich Town               | Tổng cộng           | Tổng cộng           | 146      | 40       | 6      | 2      | 6       | 3       | 1    | 0    | 159       | 45        |
| Sheffield United           | 2018–19             | Championship        | 45       | 15       | 0      | 0      | 0       | 0       | —    | —    | 45        | 15        |
| Sheffield United           | 2019–20             | Premier League      | 28       | 2        | 2      | 2      | 0       | 0       | —    | —    | 30        | 4         |
| Sheffield United           | 2020–21             | Premier League      | 4        | 1        | 0      | 0      | 1       | 1       | —    | —    | 5         | 2         |
| Sheffield United           | Tổng cộng           | Tổng cộng           | 77       | 18       | 2      | 2      | 1       | 1       | 0    | 0    | 80        | 21        |
| Tổng cộng sự nghiệp        | Tổng cộng sự nghiệp | Tổng cộng sự nghiệp | 415      | 103      | 17     | 5      | 16      | 7       | 9    | 1    | 456       | 116       |

### Quốc tế
| Cộng hòa Ireland | Cộng hòa Ireland | Cộng hòa Ireland |
| Năm              | Trận             | Bàn              |
| ---------------- | ---------------- | ---------------- |
| 2014             | 1                | 0                |
| 2015             | 1                | 0                |
| 2016             | 4                | 0                |
| 2019             | 6                | 1                |
| 2020             | 2                | 0                |
| Tổng cộng        | 14               | 1                |

### Bàn thắng cho đội tuyển quốc gia
| #  | Ngày               | Địa điểm                            | Đối thủ | Bàn thắng | Kết quả | Giải đấu            |
| -- | ------------------ | ----------------------------------- | ------- | --------- | ------- | ------------------- |
| 1. | 5 tháng 9 năm 2019 | Sân vận động Aviva, Dublin, Ireland | Thụy Sĩ | 1–1       | 1–1     | Vòng loại Euro 2020 |